# Oscar Bernhard Blomqvist
Oscar Bernhard Blomqvist, född 16 januari 1851 i Knivsta socken, Uppland död 25 mars 1909 i Skeppsholms församling, Stockholm var en svensk valthornist. Han antogs som underkanoniär och hornblåsare i flottan 1863, blev hautboist 1871, och tog avsked 1877. 1883 avlade han examen som musikdirektör vid musikkonservatoriet. Vid hovkapellet fick han sin första anställning 1879 och 1882 tog han samtidig anställning vid Värmlands fältjägarkår med fanjunkares grad. Han lämnade hovkapellet 1883 och blev året efter musikdirektör vid fältjägarkåren som han lämnade 1889 för att fortsätta musikdirektörssysslan vid Nerikes regemente, där han blev regementstrumslagare 1892 och musikfanjunkare 1901. 1891 blev han även musikdirektör vid flottans station i Stockholm och dirigerade som sådan musiken på Skansen. 1890 hade Blomqvist återvänt till hovkapellet som extra trumpetare. Han avancerade till tredje trumpetare och stod kvar som sådan till 1907. För sin mångsidiga musikaliska gärning utnämndes han till riddare av Vasaorden 1 december 1902.